# Heinz Kienzl
Heinz Kienzl (* 8. Oktober 1922 in Wien; † 29. Jänner 2020) war ein österreichischer Gewerkschafter und Bankmanager. 

## Leben
Kienzl wuchs als Sohn eines Drogisten in Wien auf. Unter dem NS-Regime wegen der jüdischen Herkunft seiner Mutter aus „rassischen“ Gründen verfolgt, arbeitete er als Freileitungselektriker für die Technische Nothilfe. Während des Krieges sympathisierte er mit der Vierten Internationale (Trotzkisten), schloss sich aber 1945 der SPÖ an. 
Kienzl studierte an der Hochschule für Welthandel in Wien und schloss mit Doktorat ab (Dissertationsthema: Die Währungsmaßnahmen der 2. Republik). Er war ab 1947 im ÖGB beruflich tätig. 1950 bis 1968 fungierte er als Leiter der volkswirtschaftlichen Abteilung. 1954 bis 1969 war er gewählter Arbeiterkammerrat. Kienzl war auch Mitbegründer der Sozialwissenschaftlichen Studiengesellschaft, die seit 1961 demoskopische Umfragen zu sozial relevanten Themen durchführt und veröffentlicht.
Von 1973 bis 1988 fungierte er als Generaldirektor und von 1988 bis 1993 als 1. Vizepräsident für die Oesterreichische Nationalbank. Gemeinsam mit dem damaligen Finanzminister Hannes Androsch und dem Präsidenten der Nationalbank Stephan Koren war er maßgeblich an der Durchsetzung der österreichischen Hartwährungspolitik beteiligt. Kienzl trat als engagierter Verfechter der friedlichen Nutzung der Kernenergie und als früher Verfechter einer gemeinsamen europäischen Währung auf.
Er betreute vier außeruniversitäre Forschungsinstitute.
Kienzl starb am 29. Jänner 2020 im 98. Lebensjahr.

## Werke (Auszug)
- Ökonomie und Ideologie, 1971
- Antisemitismus-Forschung in Österreich, 1987
- 40 Jahre Stabilität. Jahrtausendwende in Rot-Weiß-Rot, 1991
- Wir bejahten den Fortschritt, 1991
- Ein neuer Frühling wird in der Heimat blühen, 2002
- Die Zeit des Anton Benya, 2007
- Anton Benya und der Austrosozialismus, 2012